# Trieux
Trieux település Franciaországban, Meurthe-et-Moselle megyében. Lakosainak száma 2682 fő (2022. január 1.). Trieux Lommerange, Avril, Sancy és Tucquegnieux községekkel határos.

## Népesség
A település népessége az elmúlt években az alábbi módon változott:
| Lakosok száma | 2697 | 2030 | 1859 | 1969 | 2401 | 2521 | 2557 | 2605 | 2620 | 2682 |
|               | 1968 | 1982 | 1990 | 2006 | 2013 | 2015 | 2017 | 2019 | 2020 | 2022 |